# Die Schöne und das Biest (Martin Doepke)
Die Schöne und das Biest ist ein Musical des deutschen Komponisten Martin Doepke. Es entstand nach einer Idee von Andrea Friedrichs und Hans Holzbecher und feierte am 22. September 1994 seine Welturaufführung im Kölner Sartory-Theater. Das Buch stammt von Christian Bienieck, und die Liedtexte verfassten Elke Schlimbach und Grant Stevens.
Ein wesentlicher Unterschied zu der Disney-Version des Märchens, die 1995 erstmals in Europa den Weg auf die Musicalbühne fand, besteht zum einen in der Musik und zum anderen darin, dass die Geschichte nicht in Frankreich, sondern inmitten eines kleinen Dorfes in Deutschland angesiedelt ist. So tragen die Protagonisten zum Teil auch typisch deutsche Namen tragen und keine französischen. Musikalisch bietet Doepkes Partitur eine Mischung aus Balladen, Up-Tempo-Stücken und schnellen Ensemblenummern.

## Lieder auf der CD
| - Ouvertüre - Das Dorf am Rande der Stadt - Irgendwann - Rosen in der Wüste - Tanz der Kobolde - Der Fluch | - Mathildes Tango - Ich bin der Größte - Die Verzauberten - Wir sind wieder Reich - Das alte Schloss - Welt der Magie | - Bella, komm heim - Ich, warum ich - Opening 2. Akt - Früher oder später - Hier ist dein Zuhaus - Hör auf dein Herz | - Glaub an die Zukunft - Sehnsucht - Pas de deux - Holt die Gewehre - Die Erlösung - Du / Finale |

## Produktionen
- 1996–1998, Tournee – Regie: David Belle / Biest: Darius Merstein MacLeod
- 1998/1999, Tournee – Regie: Matthias Davids / Choreografie: Melissa King / Biest: Yngve Gasoy Romdal und Felix Martin (BB Promotion)
- 2000/2001, Tournee – Regie: Matthias Davids / Choreografie: Melissa King / Biest: Aris Sas (BB Promotion)
- 2006 Deutsches Theater München / Tournee – Regie: Alexander Goebel / Choreografie: Paul Kribbe, James de Groot / Biest: Patrick Stanke (La Belle Musical Produktions GmbH)
- 2010/2011 Tournee – Regie: Stanislav Mosa / Choreografie: Igor Barberic / Biest: Alexander Di Capri und Sasha Di Capri (Times Square Productions Ltd.)
- 2018 Tournee – Regie: Stanislav Mosa / Biest: Florian Soyka und Adrian Burri (Semmel Concerts Entertainment GmbH)